# Aquilegia oenipontana
Aquilegia oenipontana är en ranunkelväxtart som beskrevs av A. Kerner och Harald Harold Udo von Riedl. Aquilegia oenipontana ingår i släktet aklejor, och familjen ranunkelväxter. Inga underarter finns listade i Catalogue of Life.